# Leymus ambiguus
Leymus ambiguus är en gräsart som först beskrevs av George Vasey och Frank Lamson Scribner, och fick sitt nu gällande namn av Douglas R. Dewey. Leymus ambiguus ingår i släktet strandrågssläktet, och familjen gräs. Inga underarter finns listade i Catalogue of Life.

## Bildgalleri

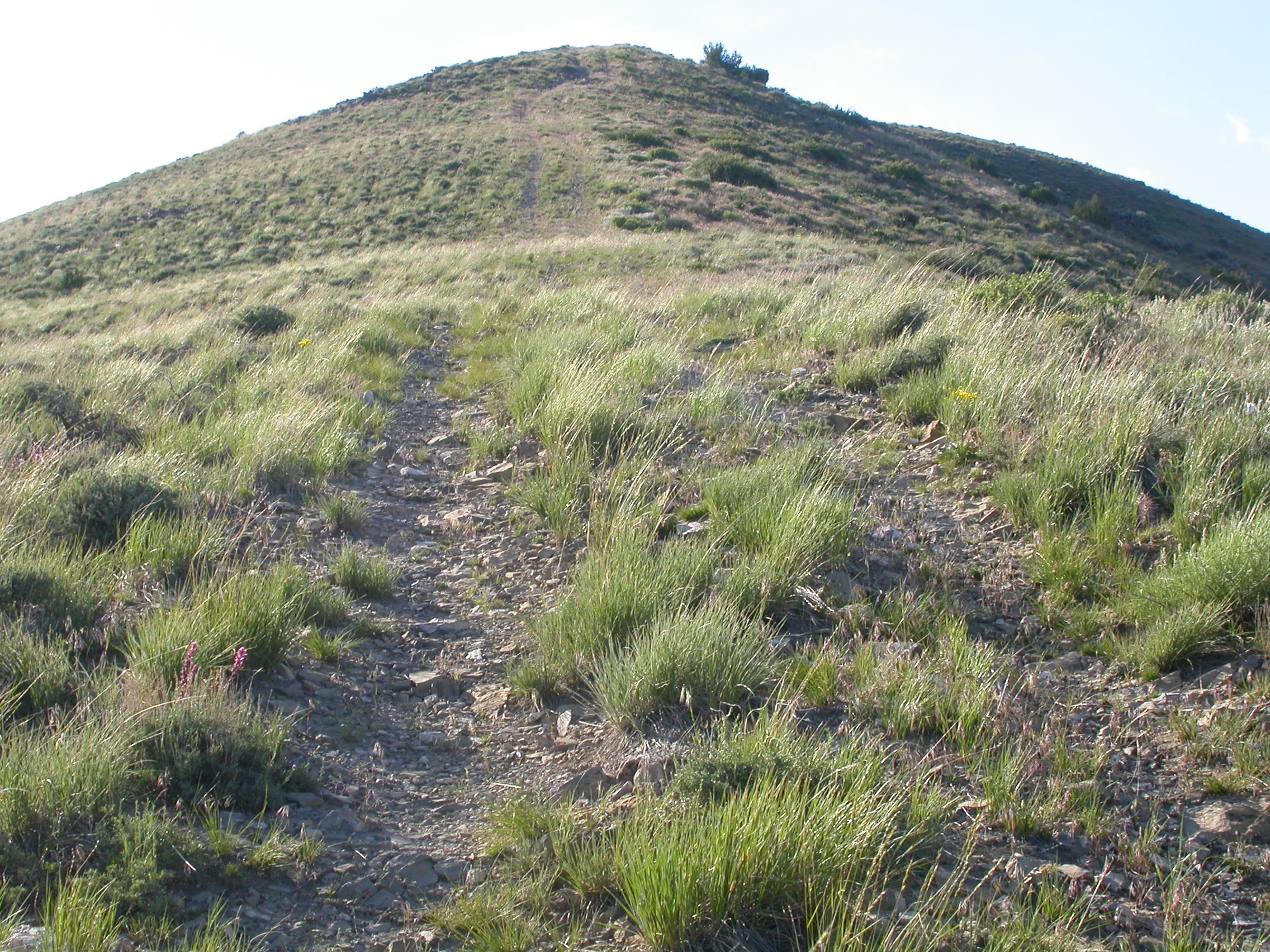
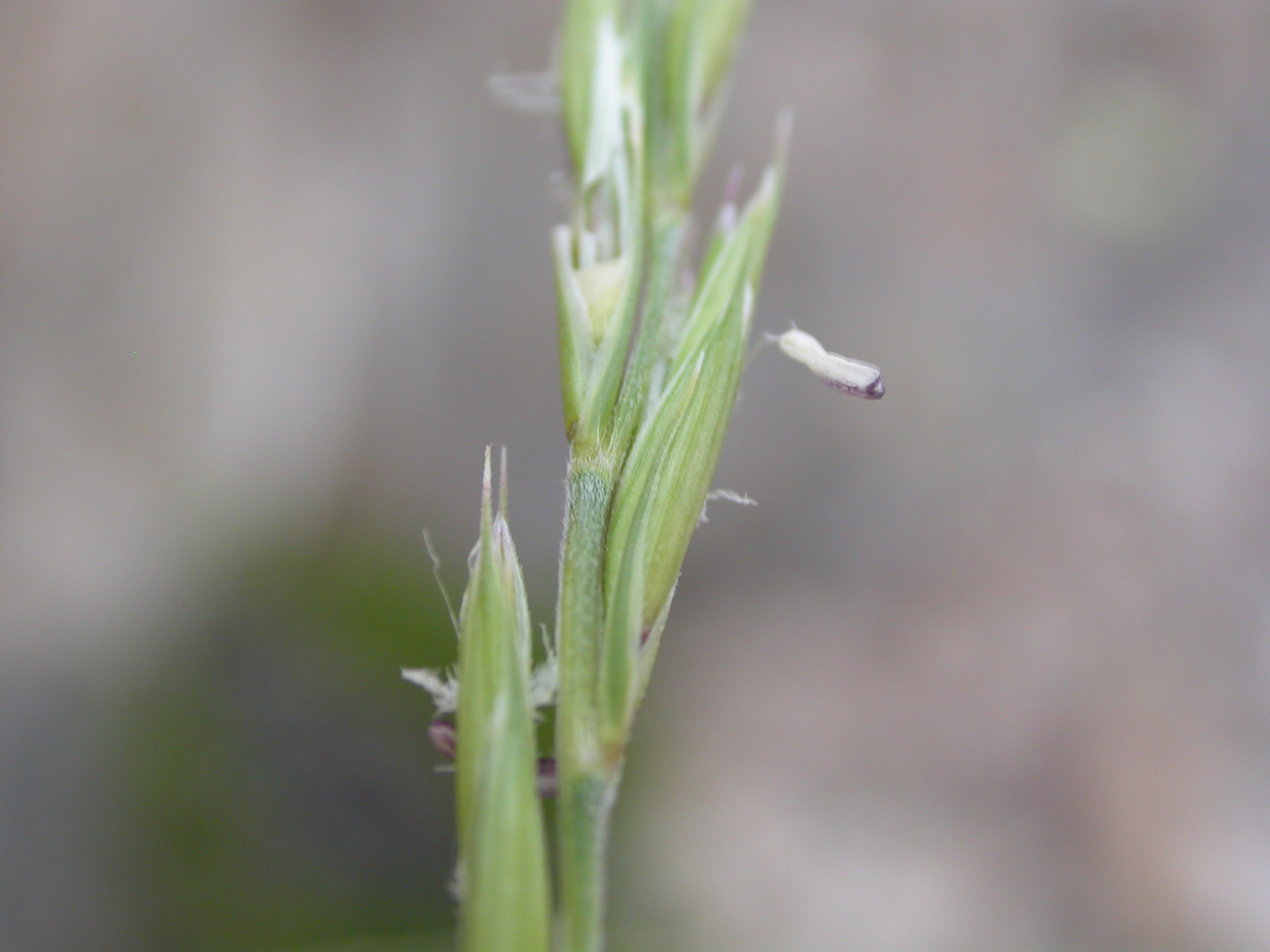
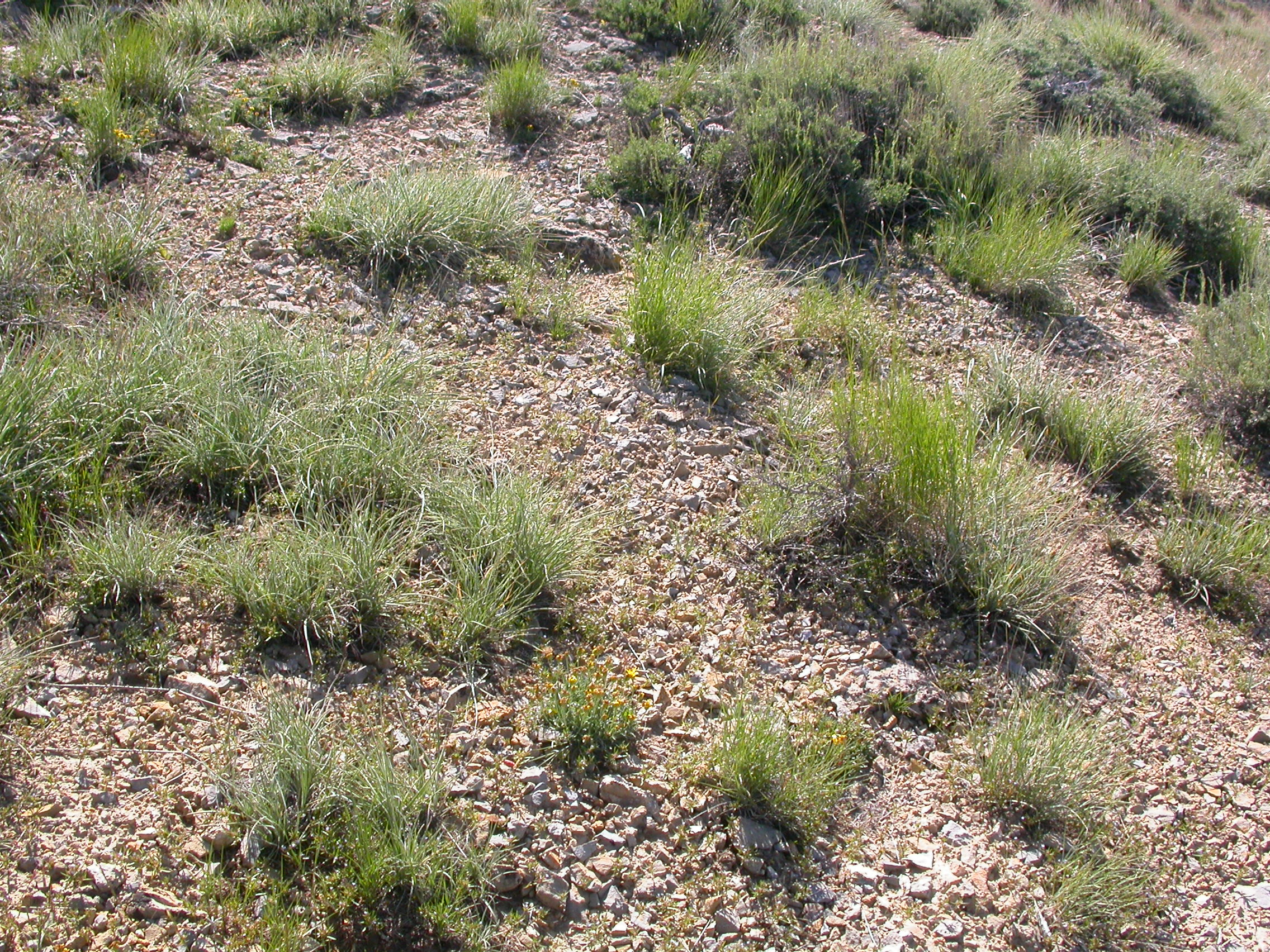
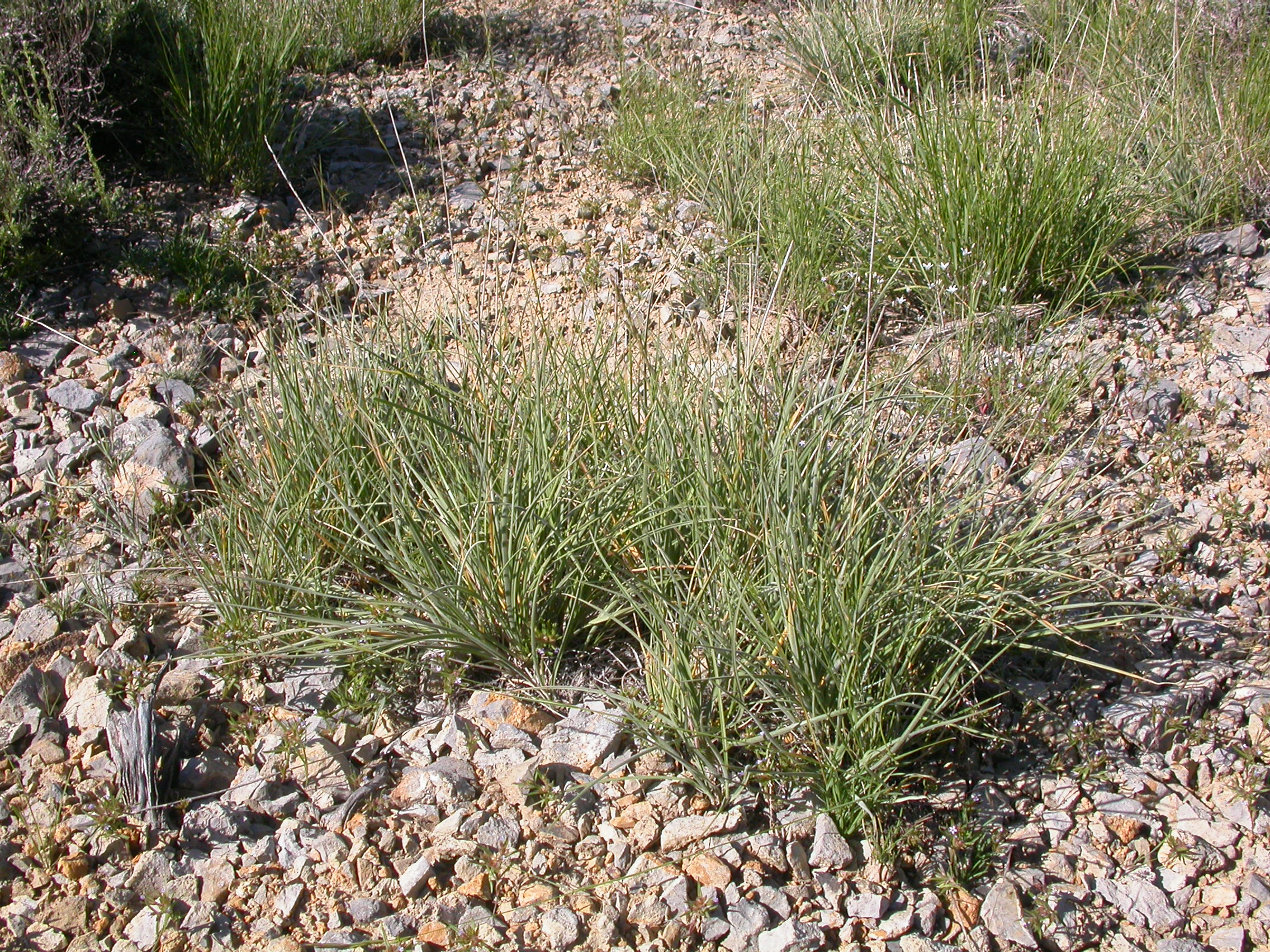